# Boscarla oriental
La boscarla oriental (Acrocephalus orientalis) és una espècie d'ocell de la família dels acrocefàlids (Acrocephalidae) que habita canyars i vegetació propera a l'aigua del centre i est de la Xina, sud-est de Sibèria, Sakhalín, Corea i Japó.